# Mantisatta trucidans
Espèce
Mantisatta trucidans est une espèce d'araignées aranéomorphes de la famille des Salticidae.

## Distribution
Cette espèce se rencontre en Malaisie orientale et aux Philippines.

## Description
La femelle holotype mesure 4 mm.
La femelle décrite par Cutler et Wanless en 1973 mesure 3,88 mm.

## Systématique et taxinomie
Cette espèce a été décrite par Warburton en 1900.

## Publication originale
- Warburton, 1900 : « On a remarkable attid spider from Borneo, Mantisatta trucidans, n. g. et sp. » Proceedings of the Zoological Society of London, vol. 1900, p. 384-387 (texte intégral).